# Cecilia Krieger
Cecilia Krieger-Dunaij (ur. 9 kwietnia 1894 w Jaśle, zm. 17 sierpnia 1974) – matematyk pochodzenia żydowskiego mieszkająca i pracująca w Kanadzie.

## Życiorys
Cecilia Krieger urodziła w Galicji. Jej rodzice, Mojżesz i Sarah Krieger, mieli dwóch synów i trzy córki. Krieger w 1919 roku rozpoczęła studia matematyczne na uniwersytecie w Wiedniu, ale w 1920 roku przeprowadziła się z rodziną do Toronto w prowincji Ontario w Kanadzie. Tam kontynuowała studia i w 1924 roku uzyskał tytuł licencjata, a w 1925 tytuł magistra na Uniwersytecie w Toronto. Doktorat na tym samym uniwersytecie otrzymała w 1930 roku. Jej praca dyplomowa, pod kierownictwem W.J. Webbera nosiła tytuł „On the summability of trigonometric series with localized parameters–on Fourier constants and convergence factors of double Fourier series”.
W 1928 roku, jeszcze podczas studiów doktoranckich Krieger została asystentem. Po ukończeniu studiów przez rok studiowała na uniwersytecie w Getyndze. W 1930 roku została wykładowcą na Uniwersytecie w Toronto. W 1942 roku została mianowana adiunktem, a w 1952 roku profesorem nadzwyczajnym. Zajęcia prowadziła zarówno na Wydziale Inżynierii, jak i na Wydziale Matematyki. W 1953 roku wyszła za mąż za dr Zygmunta Dunaij’a. W 1962 roku przeszła na emeryturę. Pracowała nadal na uniwersytecie do 1968 roku. Potem przez kolejne sześć lat pracowała w prywatnej szkole w Toronto Upper Canada College.

## Publikacje
W 1934 roku Krieger opublikował angielskie tłumaczenie książki Sierpińskiego Wstęp do topologii ogólnej. Przetłumaczyła także w 1952 roku Topologię Ogólną Sierpińskiego, dodając do niej 30-stronicowy dodatek na temat liczb kardynalnych i porządkowych.

## Upamiętnienie
Cecilia Krieger zawsze podkreślała znaczenie kobiet w matematyce. Od 1995 roku na cześć Krieger i Evelyn Nelson Kanadyjskie Towarzystwo Matematyczne przyznaje Nagrodę Krieger-Nelson kobiecie, która ma znaczące osiągnięcia w dziedzinie w matematyki.